# أودية صحراوية

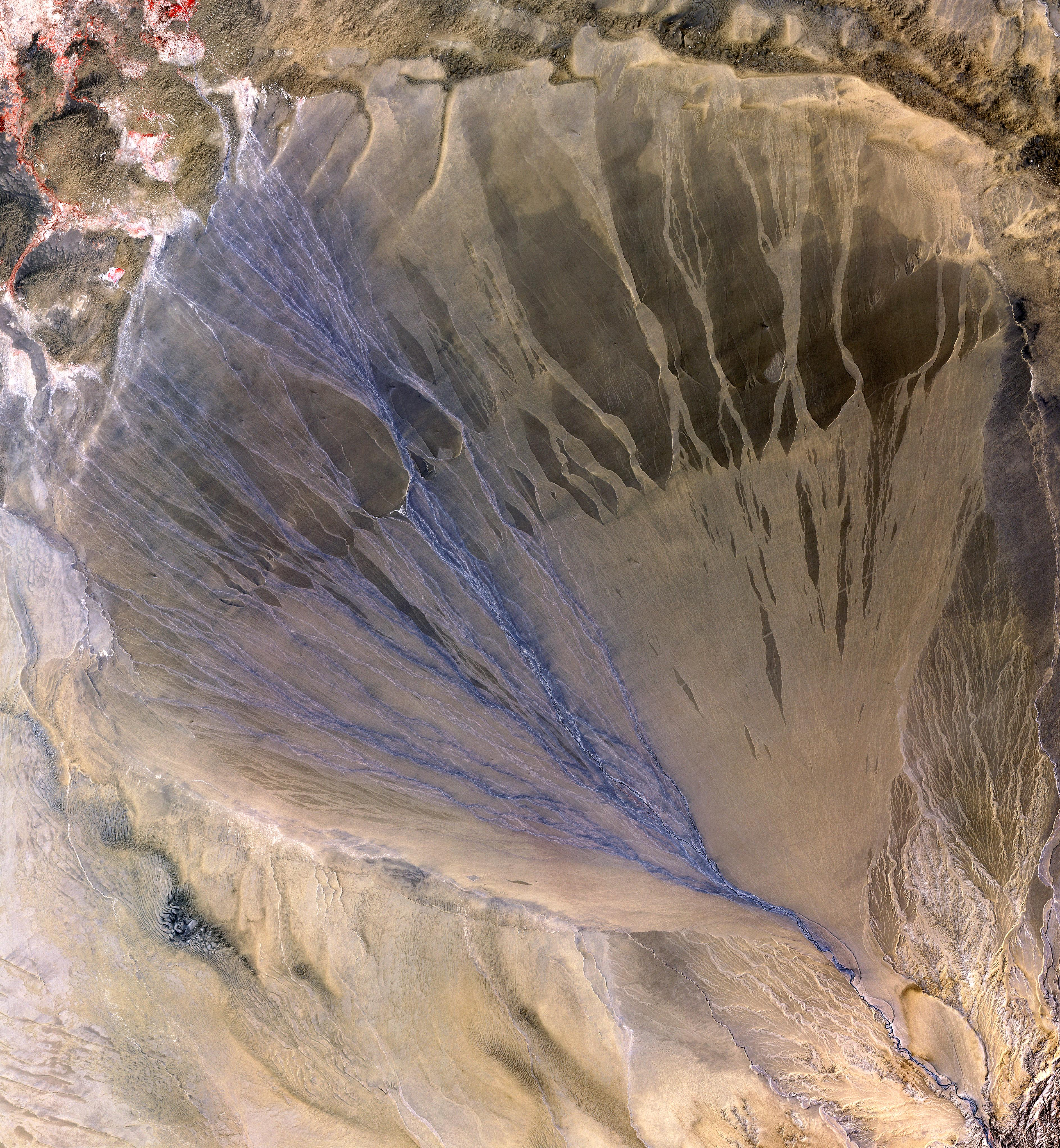
أودية صحراوية تشق مساراتها عبر صحراء تكلامكان في شمال غرب الصين، نتيجة تدفق مياه ذوبان الثلوج والأنهار الجليدية في الربيع.

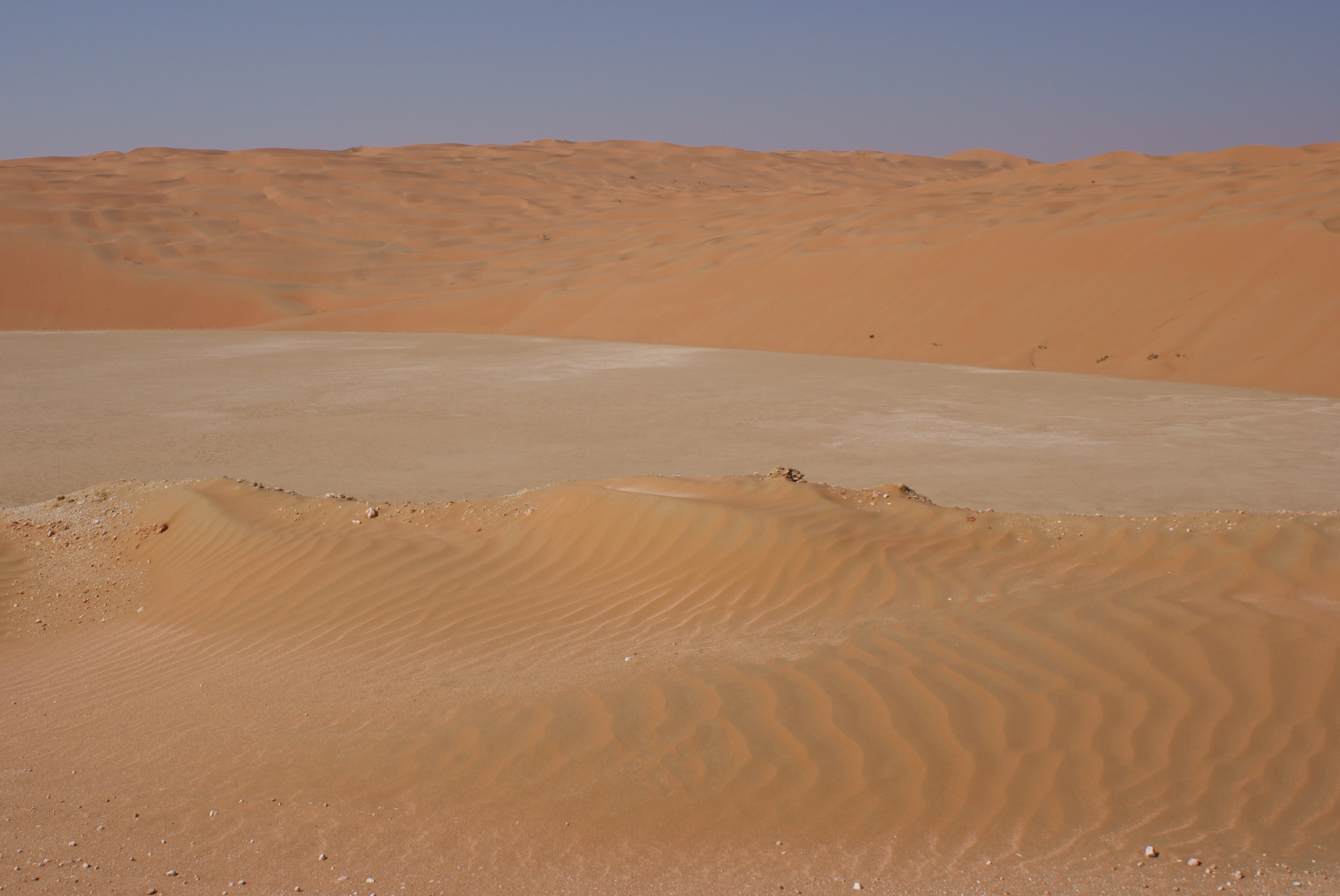
صورة لوادي صحراوي في الربع الخالي تُبرز تضاريس فريدة تشكلت بفعل الرياح والجريان المائي النادر، مما يعكس الديناميكية المستمرة للبيئة الصحراوية.

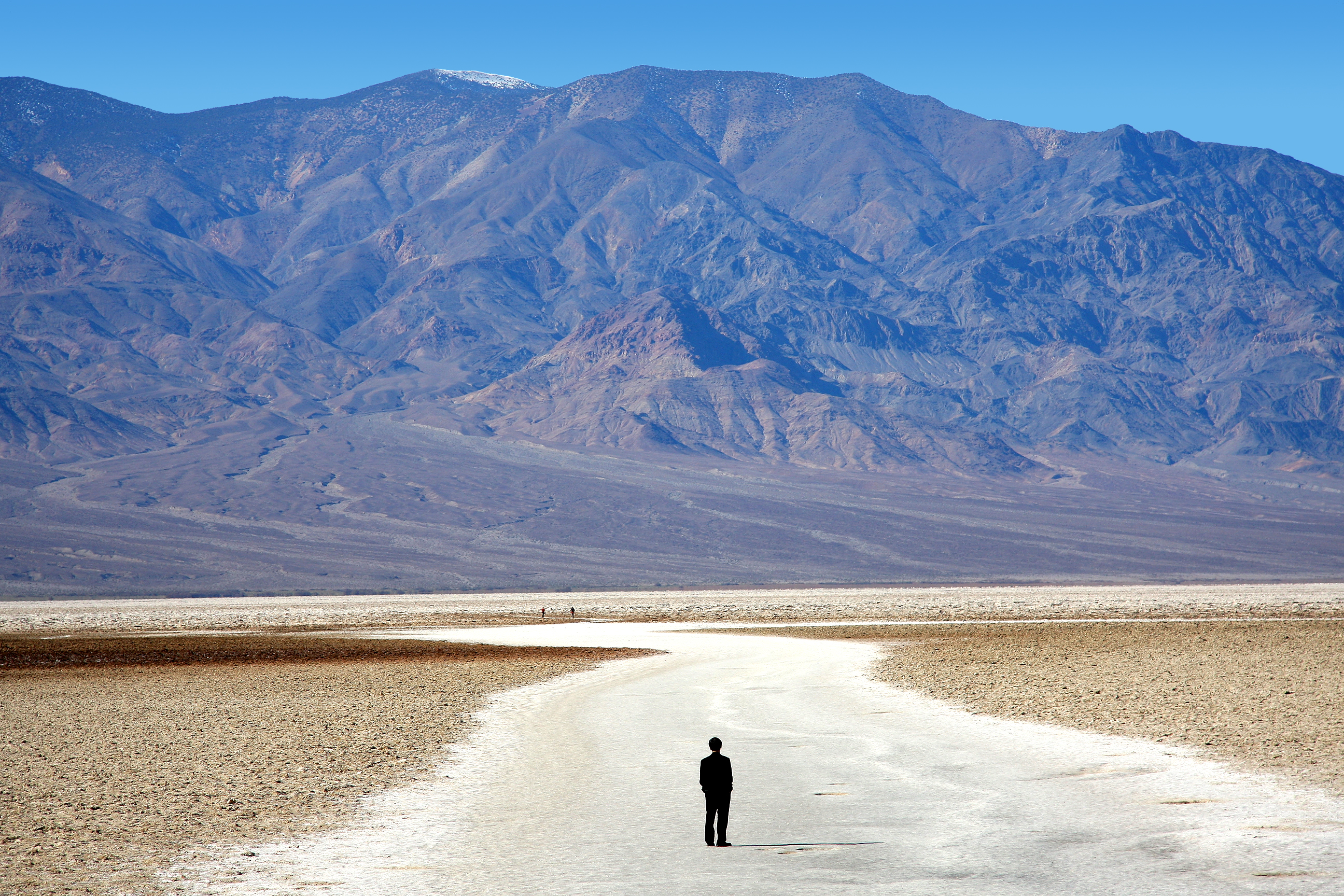
جانب من وادي الموت في كاليفورنيا، يُظهر السهول الملحية الجافة في منطقة بادواتر ضمن أحد أكثر الأودية حرارة وجفافًا على وجه الأرض.

الأودية الصحراوية (بالإنجليزية: Desert Valleys) هي مجارٍ مائية طبيعية منخفضة تتشكّل أو تمتد عبر البيئات الصحراوية أو شبه الصحراوية، وتمتاز بندرة الجريان السطحي فيها، إما لانقطاع المياه عنها معظم السنة أو لتذبذب السيول الموسمية التي تغذيها. وتُعرف هذه الأودية كذلك في الأدبيات العلمية بمصطلحات مثل: الأودية الجافة (Dry Valleys) عند غياب الجريان الدائم، أو الأودية المؤقتة (Ephemeral Valleys) عندما تعتمد على الأمطار النادرة والمفاجئة، كما تُطلق تسمية أودية مندثرة (Paleovalleys) على المجاري القديمة التي اندثرت أو طُمرت بفعل الزحف الرملي والتغير المناخي.
تختلف هذه الأودية عن الأنهار الدائمة من حيث النمط الهيدرولوجي، إذ تفتقر إلى التدفق المستمر، لكنها تُعد من أبرز مكونات الجيومورفولوجيا الصحراوية، وتلعب دورًا بيئيًا وجيولوجيًا مهمًا في تشكيل معالم الأرض القاحلة.

## التميّز والاستقلال المفهومي
على الرغم من أن الأودية الصحراوية ليست أنظمة هيدرولوجية مستقلة في أصلها الجيومورفولوجي، بل غالبًا ما تشكّل الامتداد السفلي لأودية تنبع من مرتفعات خارج البيئات الصحراوية، إلا أن خصائصها الفيزيائية والمناخية والهيدرولوجية تختلف جذريًا عن تلك الأجزاء العلوية الرطبة أو شبه الرطبة. فبينما تعتمد المناطق الجبلية على جريان دائم نسبيًا بفعل الأمطار المنتظمة، تتسم الأودية الصحراوية بندرة الجريان، وتخضع لتأثيرات قاسية من التبخر والتجوية الهوائية والترسيب المتقطع.
وتكمن أهمية هذه الأودية في كونها تمثل الجزء الأطول والأكثر امتدادًا في كثير من نظم التصريف النهري، وتتراكم فيها النتائج النهائية للتعرية والنقل والترسيب، ما يمنحها هوية جغرافية ومناخية وجيولوجية متميزة، تُبرر دراستها كمجال مستقل في الجغرافيا الطبيعية والجيومورفولوجيا الصحراوية.

## النشأة والتطور الجيولوجي

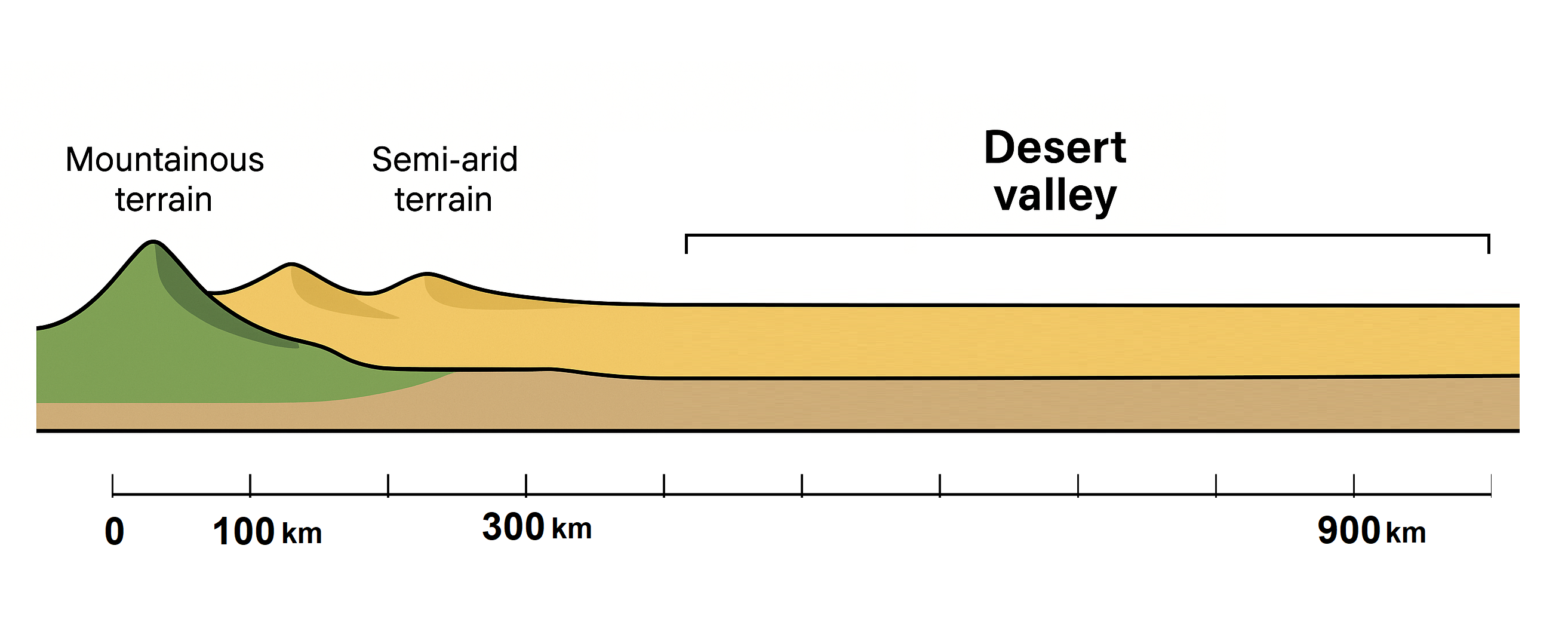
رسم توضيحي لمفهوم الوادي الصحراوي والفرق بينه وبين الأودية المرتفعة المحيطة به.

تُظهر الدراسات الجيولوجية أن كثيرًا من الأودية الصحراوية هي امتدادات سفلية لوحدات تصريف نشأت في بيئات رطبة أو شبه رطبة، غير أنها خضعت لتحولات تدريجية أثناء انتقالها عبر تضاريس قاحلة شديدة التبخر وقليلة الأمطار. ومع تعمّق الوادي في البيئة الصحراوية، تتغيّر بنيته الجيولوجية والهيدرولوجية على نحو يُنتج نمطًا من التضاريس يختلف عن المنابع الجبلية، ويُظهر درجات عالية من الجفاف والعدم الهيدرولوجي.
تتشكّل مجاري هذه الأودية غالبًا في مناطق تهيمن عليها الصخور الرسوبية أو النارية القديمة، وتخضع لتأثيرات البنية التكتونية مثل الصدوع والطيّات، وهو ما يحدد مساراتها واتجاهاتها داخل الصحراء. كما أن الترسبات المتراكمة في قيعانها تعكس تاريخًا من السيول العنيفة المتقطعة التي أدت إلى تكوين طبقات رسوبية متعاقبة يمكن قراءتها جيولوجيًا لفهم الفترات المطيرة السابقة.
وغالبًا ما يمتد هذا الجزء الصحراوي لمسافات طويلة مقارنة بمصادره المرتفعة نسبياً، ويُعد أحيانًا الجزء الأكبر من نظام التصريف بأكمله. مما يكتسب هوية جيومورفولوجية تُميز ملامحه عن الأجزاء العلوية ذات الطبيعة النهرية النشطة.

## السمات والخصائص

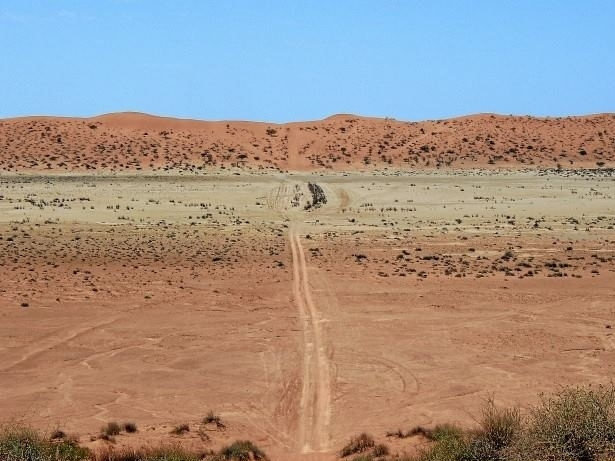
جانب من صحراء سيمبسون في أستراليا، حيث تمتد مجاري وادي فيلد الجافة بين الكثبان الرملية، مشكّلة مظهرًا نموذجيًا للأودية الصحراوية ذات الجريان الموسمي النادر.

تتميز الأودية الصحراوية بعدة سمات وخصائص فيزيائية وهيدرولوجية تميزها عن الأنظمة النهرية الدائمة وتؤثر على دورها الجيومورفولوجي والبيئي، من أبرزها:
- عدم انتظام الجريان السطحي: تتسم الأودية الصحراوية بندرة الجريان المائي، الذي يكون غالبًا متقطعًا أو موسميًا، ويعتمد بشكل كبير على الأمطار النادرة والمفاجئة، مما يؤدي إلى حدوث سيول فجائية قصيرة الأمد (Flash Floods) ذات تأثيرات قوية على تشكيل التضاريس (Smith & Jones, 2020).
- التذبذب الشديد في التدفق: يتغير تدفق المياه بشكل كبير خلال فترات قصيرة، فقد تكون الأودية جافة معظم السنة، ثم تتلقى كمية كبيرة من المياه في فترة قصيرة نتيجة الأمطار الموسمية، ما يسبب حركة عالية للطمي والرواسب.
- تأثير التبخر والرياح: تسهم الظروف المناخية الصحراوية الحارة والجافة في معدلات تبخر مرتفعة تقلل من كميات المياه المتوفرة، بينما تؤدي الرياح القوية إلى نقل الرواسب وتشكيل ظواهر رملية مثل الكثبان، التي قد تؤثر على شكل ومسار الأودية (Al-Harbi et al., 2018).
- التكوين الجيولوجي: تتكون مجاري الأودية عادة في طبقات صخرية قديمة، رسوبية أو نارية، تتأثر بالبنية التكتونية مثل الصدوع والطيّات، التي توجه مساراتها داخل الصحارى، كما أن رواسب السيول المتراكمة تكشف تسلسلًا جيولوجيًا لتاريخ المنطقة.
- التوسع الطولي: تمتد الأودية الصحراوية لمسافات طويلة، وغالبًا ما تشكل الجزء الأكبر من نظام التصريف النهري مقارنة بمصادرها العليا، مما يجعلها ذات دور محوري في نقل الرواسب وتشكيل السهول الرسوبية الصحراوية.
- دعم التنوع البيولوجي: على الرغم من الجفاف، توفر الأودية بيئات مؤقتة يمكن للكائنات الحية المتخصصة التكيف معها، مما يجعلها نقاطًا بيئية هامة داخل النظم الصحراوية القاحلة .
- التركيزات الملحية وتغيرات التركيب الكيميائي: تعاني المياه السطحية والجوفية المرتبطة بالأودية الصحراوية من ارتفاع نسب الملوحة بسبب التبخر المكثف الذي يتركز الأملاح والمعادن في الرواسب والمياه المتبقية، مما يؤثر على نوعية المياه ويحد من استخداماتها الزراعية أو الشرب . كما تظهر المياه تذبذبًا في خصائصها الكيميائية، خاصة في تركيزات الكالسيوم، المغنيسيوم، والبيكربونات، نتيجة ذوبان المعادن من الصخور الرسوبية والتأثيرات المناخية المتفاوتة .

## التوزيع الجغرافي
تمتد الأودية الصحراوية عبر صحارى العالم الكبرى حيث تتأثر بشدة باختلاف المناخ والجيولوجيا المحلية، وأبرز هذه المناطق:
- الربعُ الخالي (شبه الجزيرة العربية)
- ليبيا والحزائر ومالي (شمال إفريقيا)
- ناميب (جنوب غرب إفريقيا)
- أتاكاما (شمال تشيلي)
- تكلامكان (شينجيانغ، شمال غربي الصين)
- الكيزيلقوم (آسيا الوسطى)
- صحارى أمريكا الشمالية: مثل موهافي، سونوران، وشيهواهوا.

وقد قدّم ديفيد إس. جي. توماس وأندي جوودي في كتابهما Arid Zone Geomorphology (2011)، ضمن فصل “The Distribution of Arid Zones” عرضًا لمعايير تصنيف المناطق القاحلة بناءً على كمية وتوزيع الأمطار ومعدلات التبخّر، موضِّحين كيف تحدّد هذه الحدود المناخية والجغرافية نطاقات الأودية الصحراوية وتؤثر على تباين ضآلة الرطوبة بينها. كما استعرض روبرت يو. كوك وآندي وارن وأندي س. جوودي في كتابهم Desert Geomorphology (1993)، ضمن الفصل الأول إطارًا منهجيًا لدراسة نماذج الأودية الصحراوية، حيث بيّنوا أنواع المجاري (مستقيمة، متعرجة، متشعبة، مقفلة) وفسّروا دور العمليات الهوائية كزحف الرمال والعمليات المائية المؤقتة في تشكيل تراكمات رسوبية مثل الألّوية والسهول الفيضية، مع تقديم أمثلة تطبيقية من صحارى عالمية توضح تباين أشكال القنوات الصحراوية تبعًا لاختلاف نوع الصخور والانحدار وشدة السيول الموسمية.

## الدور البيئي والجيومورفولوجي

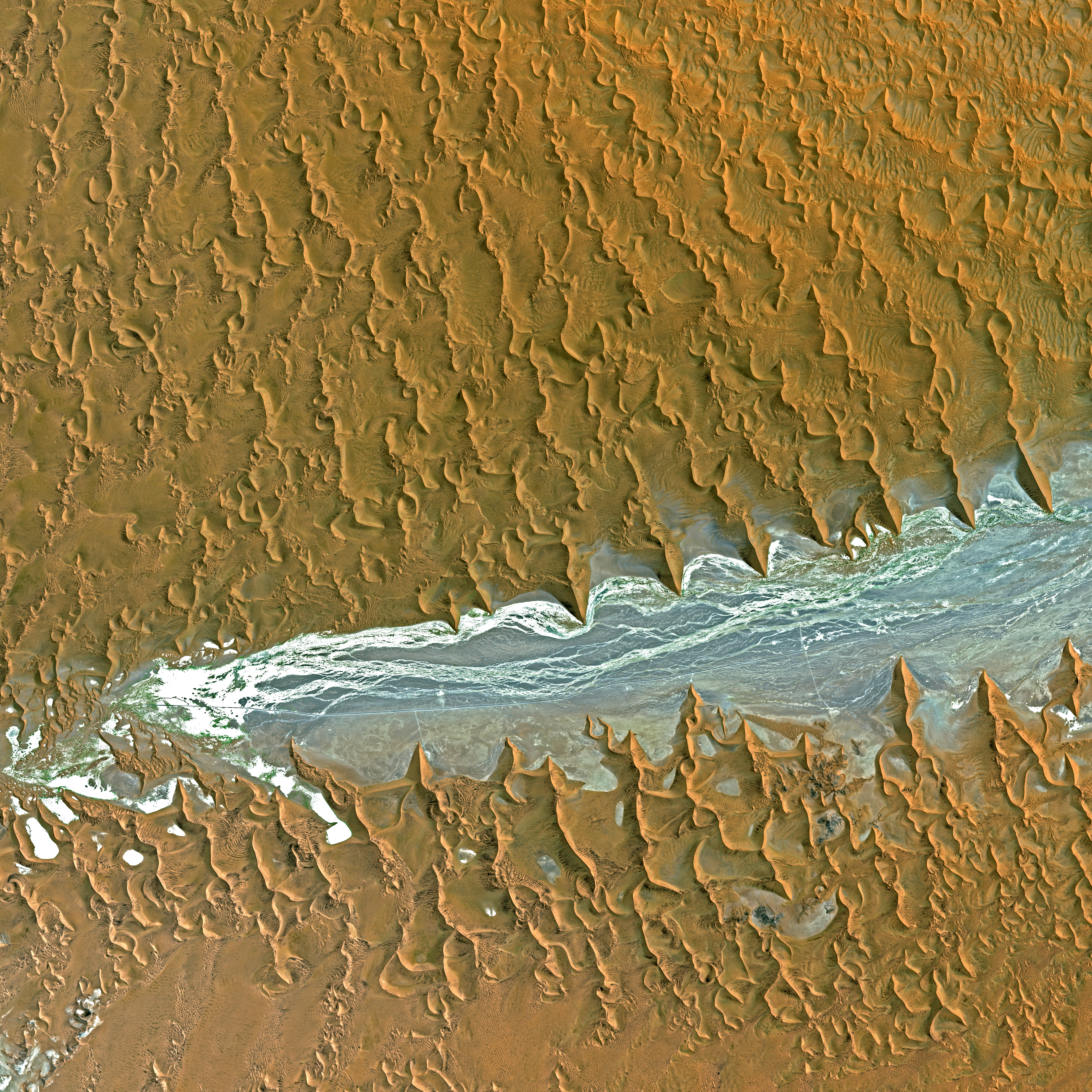
صورة بواسطة القمر الصناعي "سبوت" لصحراء ناميب في منطقة سوسوسفلي، يُبرز التفاعل الطبيعي المدهش بين وادٍ صحراوي يشق طريقه بعناد وكثبانٍ رملية تزحف في محاولة لابتلاع مجراه، في لوحة جيومورفولوجية تحاكي الصراع من أجل البقاء.

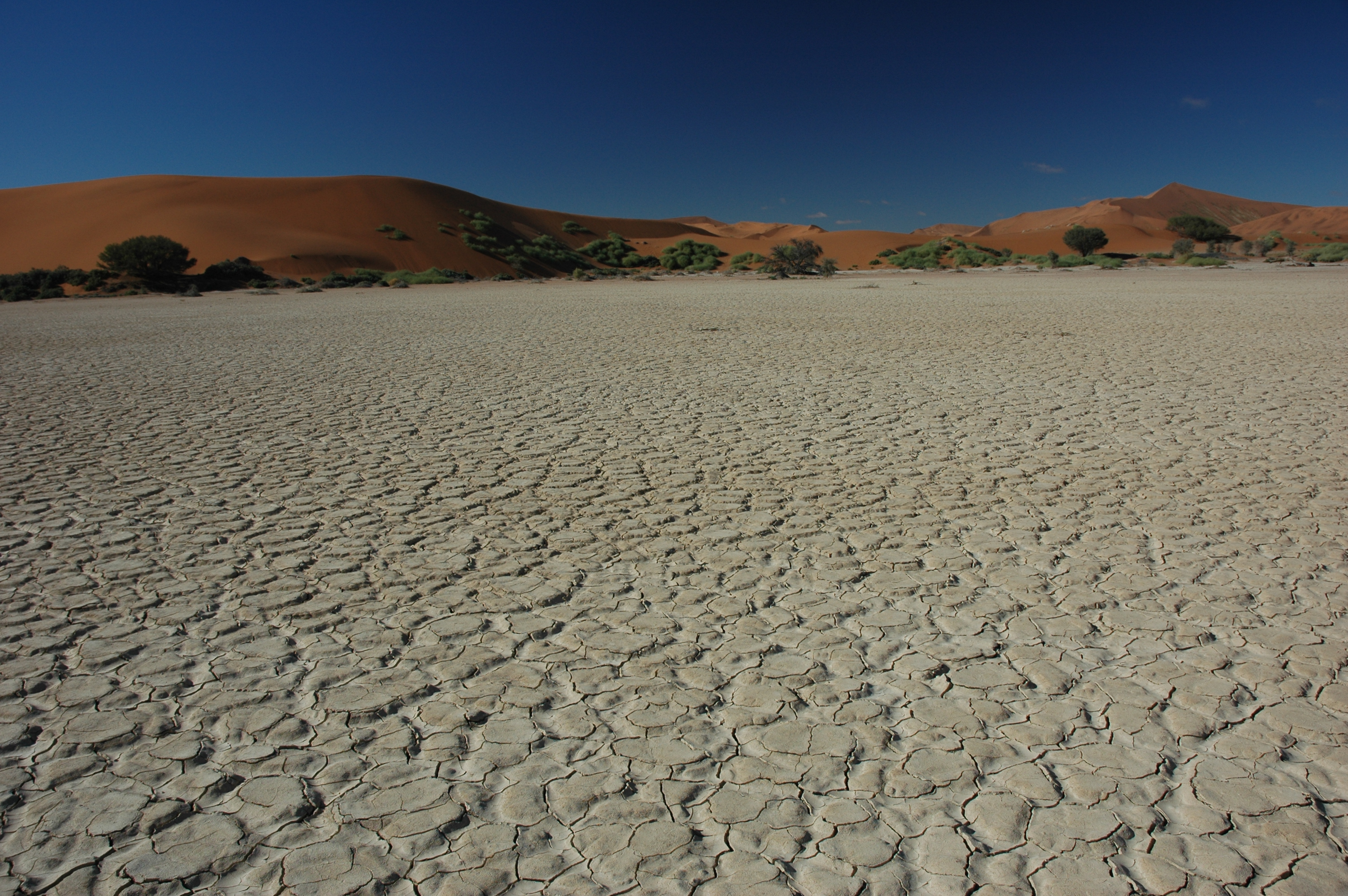
رواسب طينية جافة في سوسوسفلي، ناميبيا، تُظهر أثر انحسار المياه في الأودية الصحراوية، حيث تختفي الجداول وتبقى الأرض المتشققة محاصرة بالكثبان الرملية.

تلعب الأودية الصحراوية دورًا حيويًا في إعادة توزيع المياه والمواد المغذية في البيئات القاحلة، حيث تشكل شرايين طبيعية لنقل الرواسب والنفايات العضوية وغير العضوية التي تحملها السيول الموسمية المفاجئة. تعمل هذه الأودية على تجميع كميات كبيرة من الطمي والرمال والغبار، مما يساهم في تجديد خصوبة التربة في المناطق القاعية والمنخفضات التي تتشكل مؤقتًا عقب الفيضانات، فيُهيئ هذا التجديد الدوري بيئات مواتية لنمو النباتات الصحراوية المتكيفة مع الظروف القاسية، ويعزز النشاط البيولوجي خلال فترات الرطوبة، كما لوحظ في أودية الربع الخالي بالمملكة العربية السعودية حيث تبرز هذه الظاهرة في المناطق القاعية التي تستقبل المياه المؤقتة من السيول.
من الناحية الهيدرولوجية، تلعب الأودية الصحراوية دورًا مهمًا في إعادة شحن المياه الجوفية، إذ تسمح الصخور الرملية والمسامية في قيعان الأودية بتسرب مياه الفيضانات الموسمية إلى الطبقات الجوفية. هذه العملية تعوض بشكل جزئي الفاقد الناتج عن التبخر المكثف وقلة تدفق المياه السطحية المستمر، مما يجعل الأودية جزءًا أساسيًا من دورة المياه في الصحاري، كما يظهر بوضوح في صحراء تاراماد حيث تسهم هذه المجاري في دعم طبقات المياه الجوفية التي ترتبط بنظام بيئي هش. وتتأثر كفاءة إعادة الشحن هذه بشكل مباشر بتغير نمط الأمطار وشدة الفيضانات، ما يجعل الأودية حساسة لتأثيرات تغير المناخ.
جيومورفولوجيًا، تعمل الأودية كمخازن لتراكم الرواسب المتفاوتة بين الحصى والرمال والطمي، حيث تشكل تراكمات مثل الدلتا الصحراوية والسهول الفيضية (Alluvial Fans) التي تشكل مؤشرات جيولوجية هامة لفهم تاريخ التعرية والتطور البيئي للمنطقة. وتؤدي السيول المفاجئة إلى إعادة تشكيل مسارات الأودية، وتغيير اتجاهاتها، مما يضفي ديناميكية مستمرة على التضاريس الصحراوية، كما هو ملموس في وديان الربع الخالي التي تعرضت لتحولات جيومورفولوجية على مدى آلاف السنين.
إضافة إلى ذلك، تؤثر الأودية الصحراوية في المناخ المحلي المصغر (الميكروكليمات)، إذ توفر مناطق تجمع مؤقت للرطوبة وظلًا نسبيًا مقارنة بالبيئات المحيطة المفتوحة، ما يخلق ملاذات بيئية صغيرة تدعم تنوعًا بيولوجيًا محدودًا لكنه حيوي، يشمل أنواعًا نادرة من النباتات والحيوانات المتكيفة مع الظروف الصحراوية القاسية، وهذا واضح في مناطق مثل صحراء تاراماد حيث تشكل الأودية موائل حيوية ضمن النظام البيئي الصحراوي.
بناءً على ما سبق، تمثل الأودية الصحراوية عناصر رئيسية في تشكيل المشهد الطبيعي للصحارى، وتوفير بيئات متجددة ومتحركة تؤثر على العمليات البيئية والجيومورفولوجية والهيدرولوجية، مما يجعل دراستها أمرًا ضروريًا لفهم التطورات الطبيعية والتغيرات المناخية التي تؤثر في هذه المناطق القاحلة.

## التصنيف العلمي للأودية الصحراوية
تخضع الأودية الصحراوية لتصنيفات متعددة وفق معايير جيومورفولوجية وهيدرولوجية ومناخية، تعكس تنوّع خصائصها واتجاهات نشأتها. وقد استخدمت عدة دراسات ميدانية ونظرية هذه التصنيفات لتحديد الأنماط السائدة في البيئات القاحلة، ومن أبرز هذه التصنيفات:
1. بحسب انتظام الجريان الهيدرولوجي
- أودية جافة (Dry Valleys): لا تشهد جريانًا مائيًا يُذكر، وتُعد من أكثر النماذج شيوعًا في الصحارى المطلقة، مثل بعض أودية صحراء أتاكاما وواد الموت.
- أودية مؤقتة (Ephemeral Valleys): تعتمد على السيول المفاجئة الناتجة عن أمطار قصيرة الأمد، وهي الأكثر انتشارًا في الصحارى المدارية وشبه المدارية.
- أودية موسمية (Seasonal Valleys): يحدث فيها جريان محدود خلال موسم مطير واضح، كما في بعض أودية المغرب العربي واليمن.[9]

2. بحسب الشكل العام للمجرى والبنية الجيولوجية
- أودية شبه مستقيمة (Straight Valleys): تنشأ غالبًا في مناطق الصدوع أو الانكسارات التكتونية، وتتجه بشكل خطي عبر الصحارى الصخرية، مثل بعض أودية صحراء النقب وصحراء بادية الشام.
- أودية متعرجة (Meandering Valleys): تظهر في الصحارى ذات الانحدارات الضعيفة والتكوينات الرسوبية، وتتشكل بفعل السيول المفاجئة التي تترك أثرًا متعرجًا على سطح الأرض، إضافة إلى تأثير الرياح وزحف الرمال الذي يعيد تشكيل المجرى بشكل مستمر، كما في بعض أجزاء الربع الخالي. وبخلاف الأودية الرطبة التي تتكون فيها هذه الأشكال نتيجة تدفق مياه مستمر نسبيًا.
- أودية متشعبة (Braided Valleys): تتفرع إلى عدة مجاري متوازية أو متداخلة نتيجة التذبذب الحاد في تدفق السيول وترسيب الطمي، وتُشاهد في السهول الرسوبية عند مخارج الأودية من الجبال، مثل المشهد الشهير في صحراء تكلامكان (الصين).
- أودية مقفلة (Terminal or Closed Valleys): لا تصب في بحر أو نهر، بل تنتهي في سبخة أو منخفض داخلي، وهي شائعة في البيئات الصحراوية المغلقة جيومورفولوجيًا، كما في صحراء قيزيلقوم وأودية صحراء الحوض العظيم.[10][11][12]

## التهديدات والتحديات البيئية والبشرية
تشهد الأودية الصحراوية جملة من الضغوط البيئية والبشرية التي تهدد استمرارية وظائفها الهيدرولوجية والجيومورفولوجية:

### التهديدات البيئية
- تغير المناخ وزيادة التطرّف الهيدرولوجي : يؤدي ارتفاع درجات الحرارة وتغيّر أنماط هطول الأمطار إلى تفاقم السيول المفاجئة وجفاف الفترات الطويلة، مما يزيد من خطر انجراف التربة وتدمير قيعان الأودية. وتشير تقديرات تقرير الهيئة الحكومية الدولية المعنية بتغير المناخ (IPCC) إلى تزايد حدة الفيضانات الصحراوية بنسبة 15–25% بحلول منتصف القرن الحادي والعشرين في عدد من المناطق الجافة .
- زحف الرمال وتغطية مجاري الأودية : يُعدّ تحرّك الكثبان الرملية وامتدادها نحو مجاري الأودية من أبرز التهديدات، حيث تُغطّى القيعان وتُسدّ مسارات التدفق الموسمي. وقد وثق Thomas & Goudie (2011) حالات دفن أعماق وديان في صحراء ناميب لمسافات تصل إلى 500 م خلال بضعة عقود، في فصول “Aeolian processes” (ص 150–155) .

### الأنشطة البشرية
- التعدين واستخراج الموارد: حفر الخنادق واستخدام الأحواض الصناعية يغيّر من نمط تصريف المياه ويزيد من تدهور الرواسب .
- التوسع العمراني والزراعة: بناء السدود والقنوات لتأمين المياه يؤدي إلى تقليل السيول المؤقتة وتغيير ديناميكية ترسيب الرواسب في الأودية .
- الرعي الجائر: تدمير الغطاء النباتي في أحواض الأودية يزيد من تعرض التربة للتعرية المائية والهوائية، مما يفاقم من فقدان الرواسب الخصبة .
- هذه التحديات تتطلب مراقبة دائمة وتخطيطًا مستدامًا للحفاظ على دور الأودية الصحراوية كشبكات طبيعية لإعادة توزيع المياه والمواد الرسوبية.[13][14][15]